# مستشفى تورونتو العام
مستشفى تورونتو العام (بالإنجليزية: Toronto General Hospital، وتُختصر إلى: TGH) هو مستشفى تعليمي في وسط مدينة تورونتو بمقاطعة أونتاريو الكندية، وهو المستشفى التعليمي التابع لمدرسة طب جامعة تورونتو.
يعد المستشفى أكبر مركز لزراعة الأعضاء في كندا، وقد شهد إجراء أول عملية زراعة رئة فردية ومزدوجة في العالم عامي 1983 و1986 على التوالي، كما شهد المستشفى سنة 2015 أول عملية جراحية لزراعة ثلاثة أعضاء معًا (رئة وكبد وبنكرياس) لشاب في التاسعة عشرة يدعى ريد ويلي.
ترعى المستشفى حاليًا صوفي كونتيسة وسكس.

## مشاهير عملوا بالمستشفى
- راي فاركهارسون
- ويلفرد غوردون بيغلو

## وصلات خارجية
- الموقع الرسمي